# Гансгеннінг фон Гольцендорфф
Гансгеннінг фон Гольцендорфф (нім. Hanshenning von Holtzendorff; 2 серпня 1892, Бад-Ноєнар-Арвайлер — 28 вересня 1982, Ганновер) — німецький офіцер, генерал-майор вермахту.

## Біографія
Представник знатного бранденбурзького роду. 30 вересня 1910 року вступив у 2-й піший гвардійський полк. У квітні — вересні 1911 року навчався у Військовому училищі Касселя. З 27 січня 1912 року — командир взводу й офіцер з рекрутування свого полку. Учасник Першої світової війни. З 2 серпня 1914 року — батальйонний ад'ютант. У 1914 році відряджений у штаб генерал-інтенданта польових підрозділів. З березня 1915 року — командир роти свого полку. В липні 1915 року знову відряджений у штаб генерал-інтенданта польових підрозділів. З вересня 1915 року — знову командир роти свого полку, з грудня 1915 року — роти запасного батальйону свого полку. В липні 1916 року відряджений в Управління зв'язку, повідомлень і комплектування «Північ». З березня 1917 року — офіцер для доручень в головнокомандуванні гвардійського корпусу. З липня 1917 року — ад'ютант 5-ї гвардійської піхотної бригади. З вересня 1917 року — знову офіцер для доручень в головнокомандуванні гвардійського корпусу. 1 лютого 1918 року відряджений у штаб генерал-квартирмейстера, потім — у 2-й оперативний відділ Головнокомандування сухопутних військ. 31 березня 1920 року звільнений у відставку.
У 1929 році повернувся в армію як цивільний консультант Імперського військового міністерства. 15 липня 1934 року прийнятий на дійсну службу і призначений в 5-й мототранспортний батальйон. З 17 липня по 14 вересня 1934 року пройшов курс офіцера мототранспортних частин. З 1 жовтня 1934 року — командир 1-ї роти мототранспортного батальйону «Магдебург», з 15 жовтня 1935 року — 13-го протитанкового батальйону. 10 листопада 1938 року відряджений в штаб училища танкових військ.
З 26 серпня 1939 року — командир 561-го протитанкового батальйону, з 11 грудня 1940 року — 114-го стрілецького полку. 10 липня 1941 року відправлений у командний резерв ОКГ. З 27 вересня 1941 року — командир 40-го стрілецького полку. 18 грудня 1941 року знову відправлений у командний резерв ОКГ. З 10 січня 1942 року — навчальний директор училища танкових військ. З 10 квітня по 10 травня 1942 року перебував у відрядженні при начальникові озброєнь сухопутних військ і командувачі Резервної армії. З 12 липня 1943 року — командир мототранспортного парку Військового училища Штутгарта-Файгінгена. 6 травня 1945 року взятий у полон. 26 червня 1947 року звільнений.

## Звання
- Фанен-юнкер (30 вересня 1910)
- Фенріх (23 травня 1911)
- Лейтенант (27 січня 1912)
- Оберлейтенант (18 вересня 1915)
- Гауптман (18 жовтня 1918)
- Майор (1 січня 1935)
- Оберстлейтенант (1 жовтня 1937)
- Оберст (1 вересня 1940)
- Генерал-майор (1 березня 1944)

## Нагороди
- Орден «За військові заслуги» (Баварія)
  - 4-го класу (18 квітня 1913)
  - 4-го класу з мечами
- Орден Спасителя, золотий хрест (Королівство Греція; 19 червня 1914)
- Залізний хрест
  - 2-го класу (4 листопада 1914)
  - 1-го класу (17 вересня 1917)
- Хрест Фрідріха (28 лютого 1916)
- Галліполійська зірка (Османська імперія)
- Нагрудний знак «За поранення» в чорному (30 травня 1918)
- Почесний хрест ветерана війни з мечами (1 січня 1935)
- Медаль «За вислугу років у Вермахті»
  - 4-го класу (4 роки; 2 жовтня 1936)
  - 3-го класу (12 років; 24 січня 1937)
- Застібка до Залізного хреста
  - 2-го класу (18 травня 1940)
  - 1-го класу (24 червня 1940)
- Нагрудний знак «За поранення» в чорному (1941)
- Нарукавна стрічка «Африка» (8 березня 1943)
- Хрест Воєнних заслуг 2-го класу з мечами (20 квітня 1943)